# Лейк-Тапавінго (Міссурі)
Лейк-Тапавінго (англ. Lake Tapawingo) — місто (англ. city) в США, в окрузі Джексон штату Міссурі. Населення — 794 особи (2020).

## Географія
Лейк-Тапавінго розташований за координатами 39°1′15″ пн. ш. 94°19′10″ зх. д. / 39.02083° пн. ш. 94.31944° зх. д. (39.020711, -94.319559).  За даними Бюро перепису населення США в 2010 році місто мало площу 1,30 км², з яких 0,96 км² — суходіл та 0,34 км² — водойми.

## Демографія
Згідно з переписом 2010 року, у місті мешкало 730 осіб у 342 домогосподарствах у складі 247 родин. Густота населення становила 562 особи/км².  Було 377 помешкань (290/км²).
Расовий склад населення:
| - 96,2 % — білих - 0,7 % — чорних або афроамериканців - 0,5 % — корінних американців - 0,5 % — азіатів |

До двох чи більше рас належало 2,1 %. Частка іспаномовних становила 1,8 % від усіх жителів.
За віковим діапазоном населення розподілялося таким чином: 11,2 % — особи молодші 18 років, 64,0 % — особи у віці 18—64 років, 24,8 % — особи у віці 65 років та старші. Медіана віку мешканця становила 54,9 року. На 100 осіб жіночої статі у місті припадало 94,1 чоловіків;  на 100 жінок у віці від 18 років та старших — 93,4 чоловіків також старших 18 років.
Середній дохід на одне домашнє господарство  становив 90 406 доларів США (медіана — 78 125), а середній дохід на одну сім'ю — 107 608 доларів (медіана — 87 750). Медіана доходів становила 48 750 доларів для чоловіків та 57 045 доларів для жінок. За межею бідності перебувало 2,2 % осіб, у тому числі 0,0 % дітей у віці до 18 років та 0,0 % осіб у віці 65 років та старших.
Цивільне працевлаштоване населення становило 403 особи. Основні галузі зайнятості: освіта, охорона здоров'я та соціальна допомога — 23,8 %, науковці, спеціалісти, менеджери — 14,1 %, виробництво — 10,2 %, будівництво — 9,7 %.